# Tour de Belgique 2018
La 88e édition du Tour de Belgique a lieu du 23 au 27 mai 2018. La course fait partie du calendrier UCI Europe Tour 2018 en catégorie 2.HC.

## Présentation
Le Tour de Belgique est organisé depuis sa réapparition en 2002 par la société Golazo, qui organise notamment le Mémorial Van Damme, le tournoi de tennis d'Anvers. Depuis 2013, il s'appelle officiellement Baloise Belgium Tour, du nom de l'assureur Bâloise Assurances, son principal sponsor.

### Parcours

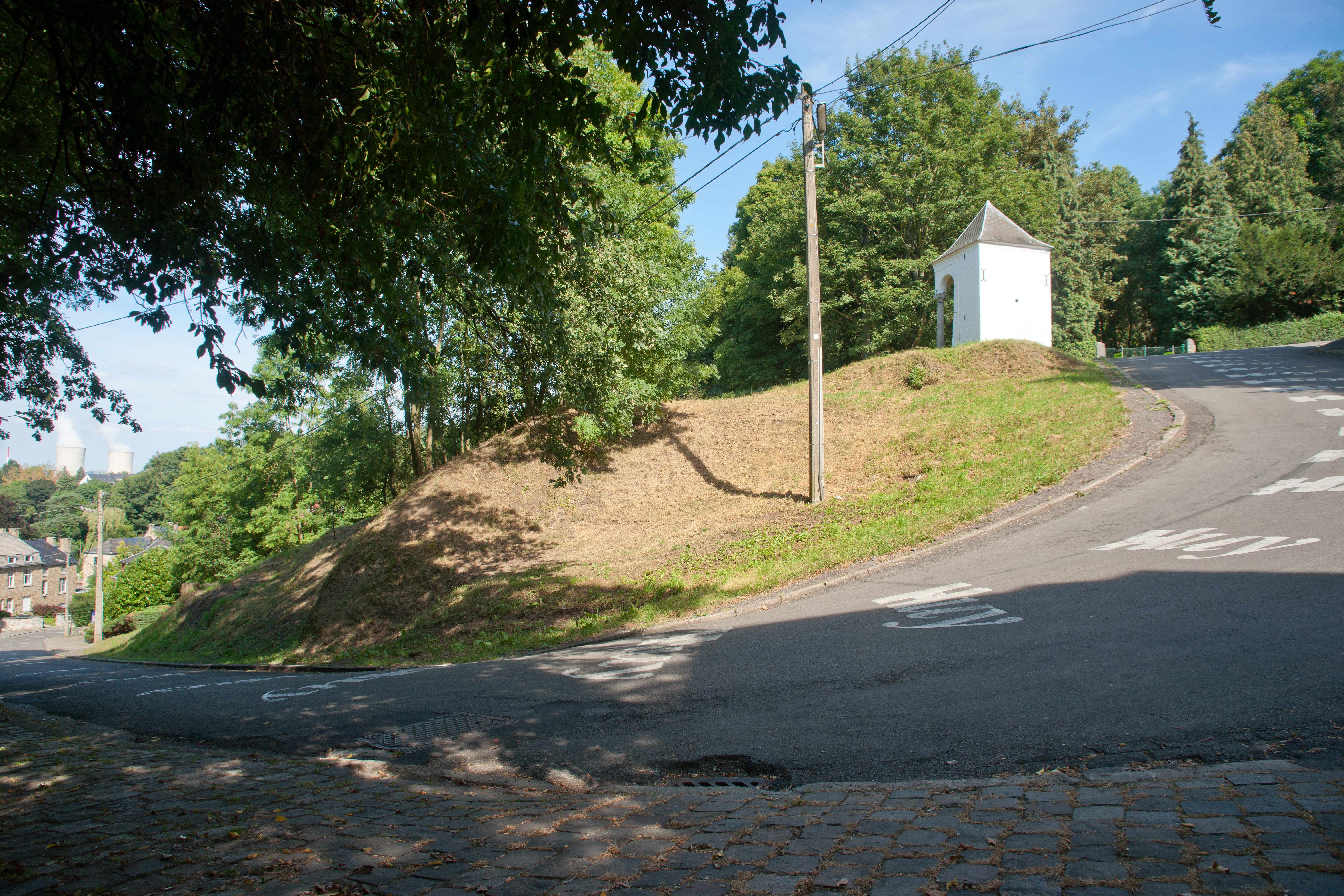
Le mur de Huy, emprunté lors de la quatrième étape.

Le Tour de Belgique 2018 comprend cinq étapes. La première est disputée autour de Buggenhout, commune de Flandre-Orientale où sont jugés le départ et l'arrivée. Le lendemain, la course part de Lochristi (Flandre-Orientale) pour arriver à Knokke-Heist (Flandre-Occidentale), sur la côte. Ces deux étapes présentent un parcours favorable aux sprinteurs. La troisième étape est un contre-la-montre de 10,6 km disputé à Bornem, dans la province d'Anvers. La quatrième étape, dont le départ et l'arrivée sont situés à Wanze, fait deux tours d'un circuit tracé dans l'ouest de la province de Liège. Passant notamment par le mur de Huy (1 300 m à 9,8 %), la côte d'Ereffe (2 200 m à 5,9 %) et la côte du chemin du Comte (2 700 m à 5,1 %), elle est considérée comme l'« étape-reine » de la course. Enfin, la dernière étape parcourt le sud de la province de Limbourg, entre Landen et Tongres.

### Équipes
Classé en catégorie 2.HC de l'UCI Europe Tour, le Tour de Belgique est par conséquent ouvert aux WorldTeams dans la limite de 70 % des équipes participantes, aux équipes continentales professionnelles, aux équipes continentales belges, aux équipes continentales étrangères dans la limite de deux, et à une équipe nationale belge.
Vingt équipes participent à la course : trois équipes World Tour, onze équipes continentales professionnelles, cinq équipes continentales et une équipe nationale belge. Les trois « WorldTeams » présentes sont Astana, Katusha-Alpecin et Lotto-Soudal. L'équipe Quick-Step Floors, l'une des deux formations belges évoluant à ce niveau, est absente de ce Tour de Belgique. Elle participe durant la même semaine au Tour des Fjords, en Norvège, plus intéressant financièrement selon le manager de l'équipe Patrick Lefevere.
| WorldTeams (3)- Katusha-Alpecin - Lotto Soudal - Astana Équipes continentales professionnelles (11)- WB-Aqua Protect-Veranclassic - Cofidis, Solutions Crédits - Wanty-Groupe Gobert - Sport Vlaanderen-Baloise - Vérandas Willems-Crelan - Burgos-BH - Roompot-Nederlandse Loterij - Fortuneo-Samsic - Vital Concept - Aqua Blue Sport - Bardiani CSF Équipes continentales (5)- Cibel-Cebon - Tarteletto-Isorex - Telenet-Fidea Lions - Sovac-Natura4Ever - Pauwels sauzen-Vastgoedservice Continental Team Équipe nationale- Belgique |
| |

## Étapes
| Étape     | Date   | Villes étapes            | type                        | Distance (km) | Vainqueur d'étape  | Leader du classement général |
| --------- | ------ | ------------------------ | --------------------------- | ------------- | ------------------ | ---------------------------- |
| 1re étape | 23 mai | Buggenhout – Buggenhout  | étape de plaine             | 179           | André Greipel      | André Greipel                |
| 2e étape  | 24 mai | Lochristi – Knocke-Heyst | étape de plaine             | 162,1         | André Greipel      | André Greipel                |
| 3e étape  | 25 mai | Bornem – Bornem          | contre-la-montre individuel | 10,6          | Christophe Laporte | Christophe Laporte           |
| 4e étape  | 26 mai | Wanze – Wanze            | étape vallonnée             | 151,4         | Jelle Vanendert    | Jens Keukeleire              |
| 5e étape  | 27 mai | Landen – Tongres         | étape de plaine             | 157,7         | Bryan Coquard      | Jens Keukeleire              |

## Déroulement de la course

### 1reétape
| \| Classement de l'étape \| Classement de l'étape \| Classement de l'étape \| Classement de l'étape \| Classement de l'étape \| \| Coureur \| Coureur \| Pays \| Équipe \| Temps \| \| --------------------- \| --------------------- \| --------------------- \| --------------------------- \| --------------------- \| \| 1er \| André Greipel \| Allemagne \| Lotto-Soudal \| 3 h 54 min 29 s \| \| 2e \| Riccardo Minali \| Italie \| Astana \| + 0 s \| \| 3e \| Tim Merlier \| Belgique \| Verandas Willems-Crelan \| + 0 s \| \| 4e \| Timothy Dupont \| Belgique \| Wanty-Groupe Gobert \| + 0 s \| \| 5e \| Bryan Coquard \| France \| Vital Concept \| + 0 s \| \| 6e \| Christophe Laporte \| France \| Cofidis, Solutions Crédits \| + 0 s \| \| 7e \| Wouter Wippert \| Pays-Bas \| Roompot-Nederlandse Loterij \| + 0 s \| \| 8e \| Jenthe Biermans \| Belgique \| Katusha-Alpecin \| + 0 s \| \| 9e \| Jelle Mannaerts \| Belgique \| Tarteletto-Isorex \| + 0 s \| \| 10e \| Bram Welten \| Pays-Bas \| Fortuneo-Samsic \| + 0 s \| |                    |           |                             |                 |
| |                    |           |                             |                 |
| |                    |           |                             |                 |
| Classement de l'étape |                    |           |                             |                 |
| Coureur | Coureur            | Pays      | Équipe                      | Temps           |
| 1er | André Greipel      | Allemagne | Lotto-Soudal                | 3 h 54 min 29 s |
| 2e | Riccardo Minali    | Italie    | Astana                      | + 0 s           |
| 3e | Tim Merlier        | Belgique  | Verandas Willems-Crelan     | + 0 s           |
| 4e | Timothy Dupont     | Belgique  | Wanty-Groupe Gobert         | + 0 s           |
| 5e | Bryan Coquard      | France    | Vital Concept               | + 0 s           |
| 6e | Christophe Laporte | France    | Cofidis, Solutions Crédits  | + 0 s           |
| 7e | Wouter Wippert     | Pays-Bas  | Roompot-Nederlandse Loterij | + 0 s           |
| 8e | Jenthe Biermans    | Belgique  | Katusha-Alpecin             | + 0 s           |
| 9e | Jelle Mannaerts    | Belgique  | Tarteletto-Isorex           | + 0 s           |
| 10e | Bram Welten        | Pays-Bas  | Fortuneo-Samsic             | + 0 s           |

| \| Classement général \| Classement général \| Classement général \| Classement général \| Classement général \| \| Coureur \| Coureur \| Pays \| Équipe \| Temps \| \| ------------------ \| ------------------ \| ------------------ \| ------------------------------ \| ------------------ \| \| 1er \| André Greipel \| Allemagne \| Lotto-Soudal \| 3 h 54 min 29 s \| \| 2e \| Riccardo Minali \| Italie \| Astana \| + 4 s \| \| 3e \| Michael Boroš \| Tchéquie \| Pauwels Sauzen-Vastgoedservice \| + 5 s \| \| 4e \| Aimé De Gendt \| Belgique \| Sport Vlaanderen-Baloise \| + 5 s \| \| 5e \| Tim Merlier \| Belgique \| Verandas Willems-Crelan \| + 5 s \| \| 6e \| Conor Dunne \| Irlande \| Aqua Blue Sport \| + 6 s \| \| 7e \| Kenny Molly \| Belgique \| AGO-Aqua Service \| + 8 s \| \| 8e \| Dieter Bouvry \| Belgique \| Pauwels Sauzen-Vastgoedservice \| + 8 s \| \| 9e \| Timothy Dupont \| Belgique \| Wanty-Groupe Gobert \| + 10 s \| \| 10e \| Bryan Coquard \| France \| Vital Concept \| + 10 s \| |                 |           |                                |                 |
| |                 |           |                                |                 |
| |                 |           |                                |                 |
| Classement général |                 |           |                                |                 |
| Coureur | Coureur         | Pays      | Équipe                         | Temps           |
| 1er | André Greipel   | Allemagne | Lotto-Soudal                   | 3 h 54 min 29 s |
| 2e | Riccardo Minali | Italie    | Astana                         | + 4 s           |
| 3e | Michael Boroš   | Tchéquie  | Pauwels Sauzen-Vastgoedservice | + 5 s           |
| 4e | Aimé De Gendt   | Belgique  | Sport Vlaanderen-Baloise       | + 5 s           |
| 5e | Tim Merlier     | Belgique  | Verandas Willems-Crelan        | + 5 s           |
| 6e | Conor Dunne     | Irlande   | Aqua Blue Sport                | + 6 s           |
| 7e | Kenny Molly     | Belgique  | AGO-Aqua Service               | + 8 s           |
| 8e | Dieter Bouvry   | Belgique  | Pauwels Sauzen-Vastgoedservice | + 8 s           |
| 9e | Timothy Dupont  | Belgique  | Wanty-Groupe Gobert            | + 10 s          |
| 10e | Bryan Coquard   | France    | Vital Concept                  | + 10 s          |

### 2eétape
| \| Classement de l'étape \| Classement de l'étape \| Classement de l'étape \| Classement de l'étape \| Classement de l'étape \| \| Coureur \| Coureur \| Pays \| Équipe \| Temps \| \| --------------------- \| --------------------- \| --------------------- \| --------------------------- \| --------------------- \| \| 1er \| André Greipel \| Allemagne \| Lotto-Soudal \| 3 h 15 min 21 s \| \| 2e \| Wouter Wippert \| Pays-Bas \| Roompot-Nederlandse Loterij \| + 0 s \| \| 3e \| Tim Merlier \| Belgique \| Verandas Willems-Crelan \| + 0 s \| \| 4e \| Timothy Dupont \| Belgique \| Wanty-Groupe Gobert \| + 0 s \| \| 5e \| Bryan Coquard \| France \| Vital Concept \| + 0 s \| \| 6e \| Roy Jans \| Belgique \| Cibel-Cebon \| + 0 s \| \| 7e \| Christophe Noppe \| Belgique \| Sport Vlaanderen-Baloise \| + 0 s \| \| 8e \| Bram Welten \| Pays-Bas \| Fortuneo-Samsic \| + 0 s \| \| 9e \| Sean De Bie \| Belgique \| Verandas Willems-Crelan \| + 0 s \| \| 10e \| Riccardo Minali \| Italie \| Astana \| + 0 s \| |                  |           |                             |                 |
| |                  |           |                             |                 |
| |                  |           |                             |                 |
| Classement de l'étape |                  |           |                             |                 |
| Coureur | Coureur          | Pays      | Équipe                      | Temps           |
| 1er | André Greipel    | Allemagne | Lotto-Soudal                | 3 h 15 min 21 s |
| 2e | Wouter Wippert   | Pays-Bas  | Roompot-Nederlandse Loterij | + 0 s           |
| 3e | Tim Merlier      | Belgique  | Verandas Willems-Crelan     | + 0 s           |
| 4e | Timothy Dupont   | Belgique  | Wanty-Groupe Gobert         | + 0 s           |
| 5e | Bryan Coquard    | France    | Vital Concept               | + 0 s           |
| 6e | Roy Jans         | Belgique  | Cibel-Cebon                 | + 0 s           |
| 7e | Christophe Noppe | Belgique  | Sport Vlaanderen-Baloise    | + 0 s           |
| 8e | Bram Welten      | Pays-Bas  | Fortuneo-Samsic             | + 0 s           |
| 9e | Sean De Bie      | Belgique  | Verandas Willems-Crelan     | + 0 s           |
| 10e | Riccardo Minali  | Italie    | Astana                      | + 0 s           |

| \| Classement général \| Classement général \| Classement général \| Classement général \| Classement général \| \| Coureur \| Coureur \| Pays \| Équipe \| Temps \| \| ------------------ \| ------------------ \| ------------------ \| ------------------------------ \| ------------------ \| \| 1er \| André Greipel \| Allemagne \| Lotto-Soudal \| 7 h 09 min 30 s \| \| 2e \| Lasse Norman Leth \| Danemark \| Aqua Blue Sport \| + 11 s \| \| 3e \| Tim Merlier \| Belgique \| Verandas Willems-Crelan \| + 12 s \| \| 4e \| Wouter Wippert \| Pays-Bas \| Roompot-Nederlandse Loterij \| + 14 s \| \| 5e \| Riccardo Minali \| Italie \| Astana \| + 14 s \| \| 6e \| Michael Boroš \| Tchéquie \| Pauwels Sauzen-Vastgoedservice \| + 15 s \| \| 7e \| Aimé De Gendt \| Belgique \| Sport Vlaanderen-Baloise \| + 15 s \| \| 8e \| Sean De Bie \| Belgique \| Verandas Willems-Crelan \| + 16 s \| \| 9e \| Antoine Warnier \| Belgique \| WB-Aqua Protect-Veranclassic \| + 16 s \| \| 10e \| Conor Dunne \| Irlande \| Aqua Blue Sport \| + 16 s \| |                   |           |                                |                 |
| |                   |           |                                |                 |
| |                   |           |                                |                 |
| Classement général |                   |           |                                |                 |
| Coureur | Coureur           | Pays      | Équipe                         | Temps           |
| 1er | André Greipel     | Allemagne | Lotto-Soudal                   | 7 h 09 min 30 s |
| 2e | Lasse Norman Leth | Danemark  | Aqua Blue Sport                | + 11 s          |
| 3e | Tim Merlier       | Belgique  | Verandas Willems-Crelan        | + 12 s          |
| 4e | Wouter Wippert    | Pays-Bas  | Roompot-Nederlandse Loterij    | + 14 s          |
| 5e | Riccardo Minali   | Italie    | Astana                         | + 14 s          |
| 6e | Michael Boroš     | Tchéquie  | Pauwels Sauzen-Vastgoedservice | + 15 s          |
| 7e | Aimé De Gendt     | Belgique  | Sport Vlaanderen-Baloise       | + 15 s          |
| 8e | Sean De Bie       | Belgique  | Verandas Willems-Crelan        | + 16 s          |
| 9e | Antoine Warnier   | Belgique  | WB-Aqua Protect-Veranclassic   | + 16 s          |
| 10e | Conor Dunne       | Irlande   | Aqua Blue Sport                | + 16 s          |

### 3eétape
| \| Classement de l'étape \| Classement de l'étape \| Classement de l'étape \| Classement de l'étape \| Classement de l'étape \| \| Coureur \| Coureur \| Pays \| Équipe \| Temps \| \| --------------------- \| --------------------- \| --------------------- \| --------------------------- \| --------------------- \| \| 1er \| Christophe Laporte \| France \| Cofidis, Solutions Crédits \| 12 min 38 s \| \| 2e \| Andriy Grivko \| Ukraine \| Astana \| + 5 s \| \| 3e \| Brian van Goethem \| Pays-Bas \| Roompot-Nederlandse Loterij \| + 7 s \| \| 4e \| Jens Keukeleire \| Belgique \| Lotto-Soudal \| + 10 s \| \| 5e \| Mark Christian \| Royaume-Uni \| Aqua Blue Sport \| + 10 s \| \| 6e \| Marco Mathis \| Allemagne \| Katusha-Alpecin \| + 10 s \| \| 7e \| Quinten Hermans \| Belgique \| Telenet-Fidea Lions \| + 15 s \| \| 8e \| Sean De Bie \| Belgique \| Verandas Willems-Crelan \| + 16 s \| \| 9e \| Peter Koning \| Pays-Bas \| Aqua Blue Sport \| + 18 s \| \| 10e \| Lasse Norman Leth \| Danemark \| Aqua Blue Sport \| + 18 s \| |                    |             |                             |             |
| |                    |             |                             |             |
| |                    |             |                             |             |
| Classement de l'étape |                    |             |                             |             |
| Coureur | Coureur            | Pays        | Équipe                      | Temps       |
| 1er | Christophe Laporte | France      | Cofidis, Solutions Crédits  | 12 min 38 s |
| 2e | Andriy Grivko      | Ukraine     | Astana                      | + 5 s       |
| 3e | Brian van Goethem  | Pays-Bas    | Roompot-Nederlandse Loterij | + 7 s       |
| 4e | Jens Keukeleire    | Belgique    | Lotto-Soudal                | + 10 s      |
| 5e | Mark Christian     | Royaume-Uni | Aqua Blue Sport             | + 10 s      |
| 6e | Marco Mathis       | Allemagne   | Katusha-Alpecin             | + 10 s      |
| 7e | Quinten Hermans    | Belgique    | Telenet-Fidea Lions         | + 15 s      |
| 8e | Sean De Bie        | Belgique    | Verandas Willems-Crelan     | + 16 s      |
| 9e | Peter Koning       | Pays-Bas    | Aqua Blue Sport             | + 18 s      |
| 10e | Lasse Norman Leth  | Danemark    | Aqua Blue Sport             | + 18 s      |

| \| Classement général \| Classement général \| Classement général \| Classement général \| Classement général \| \| Coureur \| Coureur \| Pays \| Équipe \| Temps \| \| ------------------ \| ------------------ \| ------------------ \| --------------------------- \| ------------------ \| \| 1er \| Christophe Laporte \| France \| Cofidis, Solutions Crédits \| 7 h 22 min 28 s \| \| 2e \| André Greipel \| Allemagne \| Lotto-Soudal \| + 4 s \| \| 3e \| Andriy Grivko \| Ukraine \| Astana \| + 5 s \| \| 4e \| Brian van Goethem \| Pays-Bas \| Roompot-Nederlandse Loterij \| + 7 s \| \| 5e \| Jens Keukeleire \| Belgique \| Lotto-Soudal \| + 9 s \| \| 6e \| Lasse Norman Leth \| Danemark \| Aqua Blue Sport \| + 9 s \| \| 7e \| Mark Christian \| Royaume-Uni \| Aqua Blue Sport \| + 10 s \| \| 8e \| Sean De Bie \| Belgique \| Verandas Willems-Crelan \| + 12 s \| \| 9e \| Quinten Hermans \| Belgique \| Telenet-Fidea Lions \| + 15 s \| \| 10e \| Peter Koning \| Pays-Bas \| Aqua Blue Sport \| + 18 s \| |                    |             |                             |                 |
| |                    |             |                             |                 |
| |                    |             |                             |                 |
| Classement général |                    |             |                             |                 |
| Coureur | Coureur            | Pays        | Équipe                      | Temps           |
| 1er | Christophe Laporte | France      | Cofidis, Solutions Crédits  | 7 h 22 min 28 s |
| 2e | André Greipel      | Allemagne   | Lotto-Soudal                | + 4 s           |
| 3e | Andriy Grivko      | Ukraine     | Astana                      | + 5 s           |
| 4e | Brian van Goethem  | Pays-Bas    | Roompot-Nederlandse Loterij | + 7 s           |
| 5e | Jens Keukeleire    | Belgique    | Lotto-Soudal                | + 9 s           |
| 6e | Lasse Norman Leth  | Danemark    | Aqua Blue Sport             | + 9 s           |
| 7e | Mark Christian     | Royaume-Uni | Aqua Blue Sport             | + 10 s          |
| 8e | Sean De Bie        | Belgique    | Verandas Willems-Crelan     | + 12 s          |
| 9e | Quinten Hermans    | Belgique    | Telenet-Fidea Lions         | + 15 s          |
| 10e | Peter Koning       | Pays-Bas    | Aqua Blue Sport             | + 18 s          |

### 4eétape
| \| Classement de l'étape \| Classement de l'étape \| Classement de l'étape \| Classement de l'étape \| Classement de l'étape \| \| Coureur \| Coureur \| Pays \| Équipe \| Temps \| \| --------------------- \| --------------------- \| --------------------- \| --------------------------- \| --------------------- \| \| 1er \| Jelle Vanendert \| Belgique \| Lotto-Soudal \| 3 h 33 min 24 s \| \| 2e \| Jens Keukeleire \| Belgique \| Lotto-Soudal \| + 16 s \| \| 3e \| Dion Smith \| Nouvelle-Zélande \| Wanty-Groupe Gobert \| + 16 s \| \| 4e \| Anthony Turgis \| France \| Cofidis, Solutions Crédits \| + 16 s \| \| 5e \| Eddie Dunbar \| Irlande \| Aqua Blue Sport \| + 20 s \| \| 6e \| Andriy Grivko \| Ukraine \| Astana \| + 1 min 09 s \| \| 7e \| Gianni Marchand \| Belgique \| Cibel-Cebon \| + 1 min 09 s \| \| 8e \| Jenthe Biermans \| Belgique \| Katusha-Alpecin \| + 1 min 53 s \| \| 9e \| Martijn Budding \| Pays-Bas \| Roompot-Nederlandse Loterij \| + 1 min 53 s \| \| 10e \| Quinten Hermans \| Belgique \| Telenet-Fidea Lions \| + 1 min 53 s \| |                 |                  |                             |                 |
| |                 |                  |                             |                 |
| |                 |                  |                             |                 |
| Classement de l'étape |                 |                  |                             |                 |
| Coureur | Coureur         | Pays             | Équipe                      | Temps           |
| 1er | Jelle Vanendert | Belgique         | Lotto-Soudal                | 3 h 33 min 24 s |
| 2e | Jens Keukeleire | Belgique         | Lotto-Soudal                | + 16 s          |
| 3e | Dion Smith      | Nouvelle-Zélande | Wanty-Groupe Gobert         | + 16 s          |
| 4e | Anthony Turgis  | France           | Cofidis, Solutions Crédits  | + 16 s          |
| 5e | Eddie Dunbar    | Irlande          | Aqua Blue Sport             | + 20 s          |
| 6e | Andriy Grivko   | Ukraine          | Astana                      | + 1 min 09 s    |
| 7e | Gianni Marchand | Belgique         | Cibel-Cebon                 | + 1 min 09 s    |
| 8e | Jenthe Biermans | Belgique         | Katusha-Alpecin             | + 1 min 53 s    |
| 9e | Martijn Budding | Pays-Bas         | Roompot-Nederlandse Loterij | + 1 min 53 s    |
| 10e | Quinten Hermans | Belgique         | Telenet-Fidea Lions         | + 1 min 53 s    |

| \| Classement général \| Classement général \| Classement général \| Classement général \| Classement général \| \| Coureur \| Coureur \| Pays \| Équipe \| Temps \| \| ------------------ \| ------------------ \| ------------------ \| -------------------------- \| ------------------ \| \| 1er \| Jens Keukeleire \| Belgique \| Lotto-Soudal \| 10 h 56 min 11 s \| \| 2e \| Jelle Vanendert \| Belgique \| Lotto-Soudal \| + 15 s \| \| 3e \| Anthony Turgis \| France \| Cofidis, Solutions Crédits \| + 26 s \| \| 4e \| Dion Smith \| Nouvelle-Zélande \| Wanty-Groupe Gobert \| + 39 s \| \| 5e \| Eddie Dunbar \| Irlande \| Aqua Blue Sport \| + 45 s \| \| 6e \| Andriy Grivko \| Ukraine \| Astana \| + 55 s \| \| 7e \| Gianni Marchand \| Belgique \| Cibel-Cebon \| + 1 min 16 s \| \| 8e \| Quinten Hermans \| Belgique \| Telenet-Fidea Lions \| + 1 min 49 s \| \| 9e \| Jenthe Biermans \| Belgique \| Katusha-Alpecin \| + 1 min 53 s \| \| 10e \| Bryan Coquard \| France \| Vital Concept \| + 1 min 58 s \| |                 |                  |                            |                  |
| |                 |                  |                            |                  |
| |                 |                  |                            |                  |
| Classement général |                 |                  |                            |                  |
| Coureur | Coureur         | Pays             | Équipe                     | Temps            |
| 1er | Jens Keukeleire | Belgique         | Lotto-Soudal               | 10 h 56 min 11 s |
| 2e | Jelle Vanendert | Belgique         | Lotto-Soudal               | + 15 s           |
| 3e | Anthony Turgis  | France           | Cofidis, Solutions Crédits | + 26 s           |
| 4e | Dion Smith      | Nouvelle-Zélande | Wanty-Groupe Gobert        | + 39 s           |
| 5e | Eddie Dunbar    | Irlande          | Aqua Blue Sport            | + 45 s           |
| 6e | Andriy Grivko   | Ukraine          | Astana                     | + 55 s           |
| 7e | Gianni Marchand | Belgique         | Cibel-Cebon                | + 1 min 16 s     |
| 8e | Quinten Hermans | Belgique         | Telenet-Fidea Lions        | + 1 min 49 s     |
| 9e | Jenthe Biermans | Belgique         | Katusha-Alpecin            | + 1 min 53 s     |
| 10e | Bryan Coquard   | France           | Vital Concept              | + 1 min 58 s     |

### 5eétape
| \| Classement de l'étape \| Classement de l'étape \| Classement de l'étape \| Classement de l'étape \| Classement de l'étape \| \| Coureur \| Coureur \| Pays \| Équipe \| Temps \| \| --------------------- \| --------------------- \| --------------------- \| ---------------------------- \| --------------------- \| \| 1er \| Bryan Coquard \| France \| Vital Concept \| 3 h 47 min 26 s \| \| 2e \| Christophe Laporte \| France \| Cofidis, Solutions Crédits \| + 0 s \| \| 3e \| Roy Jans \| Belgique \| Cibel-Cebon \| + 0 s \| \| 4e \| Bram Welten \| Pays-Bas \| Fortuneo-Samsic \| + 0 s \| \| 5e \| Kenny Dehaes \| Belgique \| WB-Aqua Protect-Veranclassic \| + 0 s \| \| 6e \| Christophe Noppe \| Belgique \| Sport Vlaanderen-Baloise \| + 0 s \| \| 7e \| Timothy Dupont \| Belgique \| Wanty-Groupe Gobert \| + 0 s \| \| 8e \| André Greipel \| Allemagne \| Lotto-Soudal \| + 0 s \| \| 9e \| Jelle Mannaerts \| Belgique \| Tarteletto-Isorex \| + 0 s \| \| 10e \| Riccardo Minali \| Italie \| Astana \| + 0 s \| |                    |           |                              |                 |
| |                    |           |                              |                 |
| |                    |           |                              |                 |
| Classement de l'étape |                    |           |                              |                 |
| Coureur | Coureur            | Pays      | Équipe                       | Temps           |
| 1er | Bryan Coquard      | France    | Vital Concept                | 3 h 47 min 26 s |
| 2e | Christophe Laporte | France    | Cofidis, Solutions Crédits   | + 0 s           |
| 3e | Roy Jans           | Belgique  | Cibel-Cebon                  | + 0 s           |
| 4e | Bram Welten        | Pays-Bas  | Fortuneo-Samsic              | + 0 s           |
| 5e | Kenny Dehaes       | Belgique  | WB-Aqua Protect-Veranclassic | + 0 s           |
| 6e | Christophe Noppe   | Belgique  | Sport Vlaanderen-Baloise     | + 0 s           |
| 7e | Timothy Dupont     | Belgique  | Wanty-Groupe Gobert          | + 0 s           |
| 8e | André Greipel      | Allemagne | Lotto-Soudal                 | + 0 s           |
| 9e | Jelle Mannaerts    | Belgique  | Tarteletto-Isorex            | + 0 s           |
| 10e | Riccardo Minali    | Italie    | Astana                       | + 0 s           |

## Classements finals

### Classement général final
| \| Classement général \| Classement général \| Classement général \| Classement général \| Classement général \| \| Coureur \| Coureur \| Pays \| Équipe \| Temps \| \| ------------------ \| ------------------ \| ------------------ \| --------------------------- \| ------------------ \| \| 1er \| Jens Keukeleire \| Belgique \| Lotto-Soudal \| 14 h 43 min 37 s \| \| 2e \| Jelle Vanendert \| Belgique \| Lotto-Soudal \| + 15 s \| \| 3e \| Dion Smith \| Nouvelle-Zélande \| Wanty-Groupe Gobert \| + 39 s \| \| 4e \| Eddie Dunbar \| Irlande \| Aqua Blue Sport \| + 45 s \| \| 5e \| Andriy Grivko \| Ukraine \| Astana \| + 55 s \| \| 6e \| Gianni Marchand \| Belgique \| Cibel-Cebon \| + 1 min 16 s \| \| 7e \| Bryan Coquard \| France \| Vital Concept \| + 1 min 48 s \| \| 8e \| Quinten Hermans \| Belgique \| Telenet-Fidea Lions \| + 1 min 49 s \| \| 9e \| Jenthe Biermans \| Belgique \| Katusha-Alpecin \| + 1 min 53 s \| \| 10e \| Martijn Budding \| Pays-Bas \| Roompot-Nederlandse Loterij \| + 2 min 50 s \| |                 |                  |                             |                  |
| |                 |                  |                             |                  |
| Source : ProCyclingStats |                 |                  |                             |                  |
| Classement général |                 |                  |                             |                  |
| Coureur | Coureur         | Pays             | Équipe                      | Temps            |
| 1er | Jens Keukeleire | Belgique         | Lotto-Soudal                | 14 h 43 min 37 s |
| 2e | Jelle Vanendert | Belgique         | Lotto-Soudal                | + 15 s           |
| 3e | Dion Smith      | Nouvelle-Zélande | Wanty-Groupe Gobert         | + 39 s           |
| 4e | Eddie Dunbar    | Irlande          | Aqua Blue Sport             | + 45 s           |
| 5e | Andriy Grivko   | Ukraine          | Astana                      | + 55 s           |
| 6e | Gianni Marchand | Belgique         | Cibel-Cebon                 | + 1 min 16 s     |
| 7e | Bryan Coquard   | France           | Vital Concept               | + 1 min 48 s     |
| 8e | Quinten Hermans | Belgique         | Telenet-Fidea Lions         | + 1 min 49 s     |
| 9e | Jenthe Biermans | Belgique         | Katusha-Alpecin             | + 1 min 53 s     |
| 10e | Martijn Budding | Pays-Bas         | Roompot-Nederlandse Loterij | + 2 min 50 s     |

## Évolution des classements
| Étape              | Vainqueur          | Classement général | Classement par points | Classement de la combativité | Classement par équipes      |
| ------------------ | ------------------ | ------------------ | --------------------- | ---------------------------- | --------------------------- |
| 1                  | André Greipel      | André Greipel      | André Greipel         | Aimé De Gendt                | Roompot-Nederlandse Loterij |
| 2                  | André Greipel      | André Greipel      | André Greipel         | Aimé De Gendt                | Vérandas Willems-Crelan     |
| 3                  | Christophe Laporte | Christophe Laporte | André Greipel         | Aimé De Gendt                | Aqua Blue Sport             |
| 4                  | Jelle Vanendert    | Jens Keukeleire    | André Greipel         | Thomas Sprengers             | Lotto-Soudal                |
| 5                  | Bryan Coquard      | Jens Keukeleire    | André Greipel         | Thomas Sprengers             | Lotto-Soudal                |
| Classements finals | Classements finals | Jens Keukeleire    | André Greipel         | Thomas Sprengers             | Lotto-Soudal                |